# Llista d'anys
Aquesta pàgina llista els anys.

## Segle XXI
2060 - 2059 - 2058 - 2057 - 2056 - 2055 - 2054 - 2053 - 2052 - 2051
2050 - 2049 - 2048 - 2047 - 2046 - 2045 - 2044 - 2043 - 2042 - 2041
2040 - 2039 - 2038 - 2037 - 2036 - 2035 - 2034 - 2033 - 2032 - 2031
2030 - 2029 - 2028 - 2027 - 2026 - 2025 - 2024 - 2023 - 2022 - 2021
2020 - 2019 - 2018 - 2017 - 2016 - 2015 - 2014 - 2013 - 2012 - 2011
2010 - 2009 - 2008 - 2007 - 2006 - 2005 - 2004 - 2003 - 2002 - 2001

## Segle XX
2000 - 1999 - 1998 - 1997 - 1996 - 1995 - 1994 - 1993 - 1992 - 1991
1990 - 1989 - 1988 - 1987 - 1986 - 1985 - 1984 - 1983 - 1982 - 1981
1980 - 1979 - 1978 - 1977 - 1976 - 1975 - 1974 - 1973 - 1972 - 1971
1970 - 1969 - 1968 - 1967 - 1966 - 1965 - 1964 - 1963 - 1962 - 1961
1960 - 1959 - 1958 - 1957 - 1956 - 1955 - 1954 - 1953 - 1952 - 1951
1950 - 1949 - 1948 - 1947 - 1946 - 1945 - 1944 - 1943 - 1942 - 1941
1940 - 1939 - 1938 - 1937 - 1936 - 1935 - 1934 - 1933 - 1932 - 1931
1930 - 1929 - 1928 - 1927 - 1926 - 1925 - 1924 - 1923 - 1922 - 1921
1920 - 1919 - 1918 - 1917 - 1916 - 1915 - 1914 - 1913 - 1912 - 1911
1910 - 1909 - 1908 - 1907 - 1906 - 1905 - 1904 - 1903 - 1902 - 1901

## Segle XIX
1900 - 1899 - 1898 - 1897 - 1896 - 1895 - 1894 - 1893 - 1892 - 1891
1890 - 1889 - 1888 - 1887 - 1886 - 1885 - 1884 - 1883 - 1882 - 1881
1880 - 1879 - 1878 - 1877 - 1876 - 1875 - 1874 - 1873 - 1872 - 1871
1870 - 1869 - 1868 - 1867 - 1866 - 1865 - 1864 - 1863 - 1862 - 1861
1860 - 1859 - 1858 - 1857 - 1856 - 1855 - 1854 - 1853 - 1852 - 1851
1850 - 1849 - 1848 - 1847 - 1846 - 1845 - 1844 - 1843 - 1842 - 1841
1840 - 1839 - 1838 - 1837 - 1836 - 1835 - 1834 - 1833 - 1832 - 1831
1830 - 1829 - 1828 - 1827 - 1826 - 1825 - 1824 - 1823 - 1822 - 1821
1820 - 1819 - 1818 - 1817 - 1816 - 1815 - 1814 - 1813 - 1812 - 1811
1810 - 1809 - 1808 - 1807 - 1806 - 1805 - 1804 - 1803 - 1802 - 1801

## Segle XVIII
1800 - 1799 - 1798 - 1797 - 1796 - 1795 - 1794 - 1793 - 1792 - 1791
1790 - 1789 - 1788 - 1787 - 1786 - 1785 - 1784 - 1783 - 1782 - 1781
1780 - 1779 - 1778 - 1777 - 1776 - 1775 - 1774 - 1773 - 1772 - 1771
1770 - 1769 - 1768 - 1767 - 1766 - 1765 - 1764 - 1763 - 1762 - 1761
1760 - 1759 - 1758 - 1757 - 1756 - 1755 - 1754 - 1753 - 1752 - 1751
1750 - 1749 - 1748 - 1747 - 1746 - 1745 - 1744 - 1743 - 1742 - 1741
1740 - 1739 - 1738 - 1737 - 1736 - 1735 - 1734 - 1733 - 1732 - 1731
1730 - 1729 - 1728 - 1727 - 1726 - 1725 - 1724 - 1723 - 1722 - 1721
1720 - 1719 - 1718 - 1717 - 1716 - 1715 - 1714 - 1713 - 1712 - 1711
1710 - 1709 - 1708 - 1707 - 1706 - 1705 - 1704 - 1703 - 1702 - 1701

## Segle XVII
1700 - 1699 - 1698 - 1697 - 1696 - 1695 - 1694 - 1693 - 1692 - 1691
1690 - 1689 - 1688 - 1687 - 1686 - 1685 - 1684 - 1683 - 1682 - 1681
1680 - 1679 - 1678 - 1677 - 1676 - 1675 - 1674 - 1673 - 1672 - 1671
1670 - 1669 - 1668 - 1667 - 1666 - 1665 - 1664 - 1663 - 1662 - 1661
1660 - 1659 - 1658 - 1657 - 1656 - 1655 - 1654 - 1653 - 1652 - 1651
1650 - 1649 - 1648 - 1647 - 1646 - 1645 - 1644 - 1643 - 1642 - 1641
1640 - 1639 - 1638 - 1637 - 1636 - 1635 - 1634 - 1633 - 1632 - 1631
1630 - 1629 - 1628 - 1627 - 1626 - 1625 - 1624 - 1623 - 1622 - 1621
1620 - 1619 - 1618 - 1617 - 1616 - 1615 - 1614 - 1613 - 1612 - 1611
1610 - 1609 - 1608 - 1607 - 1606 - 1605 - 1604 - 1603 - 1602 - 1601

## Segle XVI
1600 - 1599 - 1598 - 1597 - 1596 - 1595 - 1594 - 1593 - 1592 - 1591
1590 - 1589 - 1588 - 1587 - 1586 - 1585 - 1584 - 1583 - 1582 - 1581
1580 - 1579 - 1578 - 1577 - 1576 - 1575 - 1574 - 1573 - 1572 - 1571
1570 - 1569 - 1568 - 1567 - 1566 - 1565 - 1564 - 1563 - 1562 - 1561
1560 - 1559 - 1558 - 1557 - 1556 - 1555 - 1554 - 1553 - 1552 - 1551
1550 - 1549 - 1548 - 1547 - 1546 - 1545 - 1544 - 1543 - 1542 - 1541
1540 - 1539 - 1538 - 1537 - 1536 - 1535 - 1534 - 1533 - 1532 - 1531
1530 - 1529 - 1528 - 1527 - 1526 - 1525 - 1524 - 1523 - 1522 - 1521
1520 - 1519 - 1518 - 1517 - 1516 - 1515 - 1514 - 1513 - 1512 - 1511
1510 - 1509 - 1508 - 1507 - 1506 - 1505 - 1504 - 1503 - 1502 - 1501

## Segle XV
1500 - 1499 - 1498 - 1497 - 1496 - 1495 - 1494 - 1493 - 1492 - 1491
1490 - 1489 - 1488 - 1487 - 1486 - 1485 - 1484 - 1483 - 1482 - 1481
1480 - 1479 - 1478 - 1477 - 1476 - 1475 - 1474 - 1473 - 1472 - 1471
1470 - 1469 - 1468 - 1467 - 1466 - 1465 - 1464 - 1463 - 1462 - 1461
1460 - 1459 - 1458 - 1457 - 1456 - 1455 - 1454 - 1453 - 1452 - 1451
1450 - 1449 - 1448 - 1447 - 1446 - 1445 - 1444 - 1443 - 1442 - 1441
1440 - 1439 - 1438 - 1437 - 1436 - 1435 - 1434 - 1433 - 1432 - 1431
1430 - 1429 - 1428 - 1427 - 1426 - 1425 - 1424 - 1423 - 1422 - 1421
1420 - 1419 - 1418 - 1417 - 1416 - 1415 - 1414 - 1413 - 1412 - 1411
1410 - 1409 - 1408 - 1407 - 1406 - 1405 - 1404 - 1403 - 1402 - 1401

## Segle XIV
1400 - 1399 - 1398 - 1397 - 1396 - 1395 - 1394 - 1393 - 1392 - 1391
1390 - 1389 - 1388 - 1387 - 1386 - 1385 - 1384 - 1383 - 1382 - 1381
1380 - 1379 - 1378 - 1377 - 1376 - 1375 - 1374 - 1373 - 1372 - 1371
1370 - 1369 - 1368 - 1367 - 1366 - 1365 - 1364 - 1363 - 1362 - 1361
1360 - 1359 - 1358 - 1357 - 1356 - 1355 - 1354 - 1353 - 1352 - 1351
1350 - 1349 - 1348 - 1347 - 1346 - 1345 - 1344 - 1343 - 1342 - 1341
1340 - 1339 - 1338 - 1337 - 1336 - 1335 - 1334 - 1333 - 1332 - 1331
1330 - 1329 - 1328 - 1327 - 1326 - 1325 - 1324 - 1323 - 1322 - 1321
1320 - 1319 - 1318 - 1317 - 1316 - 1315 - 1314 - 1313 - 1312 - 1311
1310 - 1309 - 1308 - 1307 - 1306 - 1305 - 1304 - 1303 - 1302 - 1301

## Segle XIII
1300 - 1299 - 1298 - 1297 - 1296 - 1295 - 1294 - 1293 - 1292 - 1291
1290 - 1289 - 1288 - 1287 - 1286 - 1285 - 1284 - 1283 - 1282 - 1281
1280 - 1279 - 1278 - 1277 - 1276 - 1275 - 1274 - 1273 - 1272 - 1271
1270 - 1269 - 1268 - 1267 - 1266 - 1265 - 1264 - 1263 - 1262 - 1261
1260 - 1259 - 1258 - 1257 - 1256 - 1255 - 1254 - 1253 - 1252 - 1251
1250 - 1249 - 1248 - 1247 - 1246 - 1245 - 1244 - 1243 - 1242 - 1241
1240 - 1239 - 1238 - 1237 - 1236 - 1235 - 1234 - 1233 - 1232 - 1231
1230 - 1229 - 1228 - 1227 - 1226 - 1225 - 1224 - 1223 - 1222 - 1221
1220 - 1219 - 1218 - 1217 - 1216 - 1215 - 1214 - 1213 - 1212 - 1211
1210 - 1209 - 1208 - 1207 - 1206 - 1205 - 1204 - 1203 - 1202 - 1201

## Segle XII
1200 - 1199 - 1198 - 1197 - 1196 - 1195 - 1194 - 1193 - 1192 - 1191
1190 - 1189 - 1188 - 1187 - 1186 - 1185 - 1184 - 1183 - 1182 - 1181
1180 - 1179 - 1178 - 1177 - 1176 - 1175 - 1174 - 1173 - 1172 - 1171
1170 - 1169 - 1168 - 1167 - 1166 - 1165 - 1164 - 1163 - 1162 - 1161
1160 - 1159 - 1158 - 1157 - 1156 - 1155 - 1154 - 1153 - 1152 - 1151
1150 - 1149 - 1148 - 1147 - 1146 - 1145 - 1144 - 1143 - 1142 - 1141
1140 - 1139 - 1138 - 1137 - 1136 - 1135 - 1134 - 1133 - 1132 - 1131
1130 - 1129 - 1128 - 1127 - 1126 - 1125 - 1124 - 1123 - 1122 - 1121
1120 - 1119 - 1118 - 1117 - 1116 - 1115 - 1114 - 1113 - 1112 - 1111
1110 - 1109 - 1108 - 1107 - 1106 - 1105 - 1104 - 1103 - 1102 - 1101

## Segle XI
1100 - 1099 - 1098 - 1097 - 1096 - 1095 - 1094 - 1093 - 1092 - 1091
1090 - 1089 - 1088 - 1087 - 1086 - 1085 - 1084 - 1083 - 1082 - 1081
1080 - 1079 - 1078 - 1077 - 1076 - 1075 - 1074 - 1073 - 1072 - 1071
1070 - 1069 - 1068 - 1067 - 1066 - 1065 - 1064 - 1063 - 1062 - 1061
1060 - 1059 - 1058 - 1057 - 1056 - 1055 - 1054 - 1053 - 1052 - 1051
1050 - 1049 - 1048 - 1047 - 1046 - 1045 - 1044 - 1043 - 1042 - 1041
1040 - 1039 - 1038 - 1037 - 1036 - 1035 - 1034 - 1033 - 1032 - 1031
1030 - 1029 - 1028 - 1027 - 1026 - 1025 - 1024 - 1023 - 1022 - 1021
1020 - 1019 - 1018 - 1017 - 1016 - 1015 - 1014 - 1013 - 1012 - 1011
1010 - 1009 - 1008 - 1007 - 1006 - 1005 - 1004 - 1003 - 1002 - 1001

## Segle X
1000 - 999 - 998 - 997 - 996 - 995 - 994 - 993 - 992 - 991
990 - 989 - 988 - 987 - 986 - 985 - 984 - 983 - 982 - 981
980 - 979 - 978 - 977 - 976 - 975 - 974 - 973 - 972 - 971
970 - 969 - 968 - 967 - 966 - 965 - 964 - 963 - 962 - 961
960 - 959 - 958 - 957 - 956 - 955 - 954 - 953 - 952 - 951
950 - 949 - 948 - 947 - 946 - 945 - 944 - 943 - 942 - 941
940 - 939 - 938 - 937 - 936 - 935 - 934 - 933 - 932 - 931
930 - 929 - 928 - 927 - 926 - 925 - 924 - 923 - 922 - 921
920 - 919 - 918 - 917 - 916 - 915 - 914 - 913 - 912 -

## Segle IX
900 - 899 - 898 - 897 - 896 - 895 - 894 - 893 - 892 - 891
890 - 889 - 888 - 887 - 886 - 885 - 884 - 883 - 882 - 881
880 - 879 - 878 - 877 - 876 - 875 - 874 - 873 - 872 - 871
870 - 869 - 868 - 867 - 866 - 865 - 864 - 863 - 862 - 861
860 - 859 - 858 - 857 - 856 - 855 - 854 - 853 - 852 - 851
850 - 849 - 848 - 847 - 846 - 845 - 844 - 843 - 842 - 841
840 - 839 - 838 - 837 - 836 - 835 - 834 - 833 - 832 - 831
830 - 829 - 828 - 827 - 826 - 825 - 824 - 823 - 822 - 821
820 - 819 - 818 - 817 - 816 - 815 - 814 - 813 - 812 - 811
810 - 809 - 808 - 807 - 806 - 805 - 804 - 803 - 802 - 801

## Segle VIII
800 - 799 - 798 - 797 - 796 - 795 - 794 - 793 - 792 - 791
790 - 789 - 788 - 787 - 786 - 785 - 784 - 783 - 782 - 781
780 - 779 - 778 - 777 - 776 - 775 - 774 - 773 - 772 - 771
770 - 769 - 768 - 767 - 766 - 765 - 764 - 763 - 762 - 761
760 - 759 - 758 - 757 - 756 - 755 - 754 - 753 - 752 - 751
750 - 749 - 748 - 747 - 746 - 745 - 744 - 743 - 742 - 741
740 - 739 - 738 - 737 - 736 - 735 - 734 - 733 - 732 - 731
730 - 729 - 728 - 727 - 726 - 725 - 724 - 723 - 722 - 721
720 - 719 - 718 - 717 - 716 - 715 - 714 - 713 - 712 - 711
710 - 709 - 708 - 707 - 706 - 705 - 704 - 703 - 702 - 701

## Segle VII
700 - 699 - 698 - 697 - 696 - 695 - 694 - 693 - 692 - 691
690 - 689 - 688 - 687 - 686 - 685 - 684 - 683 - 682 - 681
680 - 679 - 678 - 677 - 676 - 675 - 674 - 673 - 672 - 671
670 - 669 - 668 - 667 - 666 - 665 - 664 - 663 - 662 - 661
660 - 659 - 658 - 657 - 656 - 655 - 654 - 653 - 652 - 651
650 - 649 - 648 - 647 - 646 - 645 - 644 - 643 - 642 - 641
640 - 639 - 638 - 637 - 636 - 635 - 634 - 633 - 632 - 631
630 - 629 - 628 - 627 - 626 - 625 - 624 - 623 - 622 - 621
620 - 619 - 618 - 617 - 616 - 615 - 614 - 613 - 612 - 611
610 - 609 - 608 - 607 - 606 - 605 - 604 - 603 - 602 - 601

## Segle VI
600 - 599 - 598 - 597 - 596 - 595 - 594 - 593 - 592 - 591
590 - 589 - 588 - 587 - 586 - 585 - 584 - 583 - 582 - 581
580 - 579 - 578 - 577 - 576 - 575 - 574 - 573 - 572 - 571
570 - 569 - 568 - 567 - 566 - 565 - 564 - 563 - 562 - 561
560 - 559 - 558 - 557 - 556 - 555 - 554 - 553 - 552 - 551
550 - 549 - 548 - 547 - 546 - 545 - 544 - 543 - 542 - 541
540 - 539 - 538 - 537 - 536 - 535 - 534 - 533 - 532 - 531
530 - 529 - 528 - 527 - 526 - 525 - 524 - 523 - 522 - 521
520 - 519 - 518 - 517 - 516 - 515 - 514 - 513 - 512 - 511
510 - 509 - 508 - 507 - 506 - 505 - 504 - 503 - 502 - 501

## Segle V
500 - 499 - 498 - 497 - 496 - 495 - 494 - 493 - 492 - 491
490 - 489 - 488 - 487 - 486 - 485 - 484 - 483 - 482 - 481
480 - 479 - 478 - 477 - 476 - 475 - 474 - 473 - 472 - 471
470 - 469 - 468 - 467 - 466 - 465 - 464 - 463 - 462 - 461
460 - 459 - 458 - 457 - 456 - 455 - 454 - 453 - 452 - 451
450 - 449 - 448 - 447 - 446 - 445 - 444 - 443 - 442 - 441
440 - 439 - 438 - 437 - 436 - 435 - 434 - 433 - 432 - 431
430 - 429 - 428 - 427 - 426 - 425 - 424 - 423 - 422 - 421
420 - 419 - 418 - 417 - 416 - 415 - 414 - 413 - 412 - 411
410 - 409 - 408 - 407 - 406 - 405 - 404 - 403 - 402 - 401

## Segle IV
400 - 399 - 398 - 397 - 396 - 395 - 394 - 393 - 392 - 391
390 - 389 - 388 - 387 - 386 - 385 - 384 - 383 - 382 - 381
380 - 379 - 378 - 377 - 376 - 375 - 374 - 373 - 372 - 371
370 - 369 - 368 - 367 - 366 - 365 - 364 - 363 - 362 - 361
360 - 359 - 358 - 357 - 356 - 355 - 354 - 353 - 352 - 351
350 - 349 - 348 - 347 - 346 - 345 - 344 - 343 - 342 - 341
340 - 339 - 338 - 337 - 336 - 335 - 334 - 333 - 332 - 331
330 - 329 - 328 - 327 - 326 - 325 - 324 - 323 - 322 - 321
320 - 319 - 318 - 317 - 316 - 315 - 314 - 313 - 312 - 311
310 - 309 - 308 - 307 - 306 - 305 - 304 - 303 - 302 - 301

## Segle III
300 - 299 - 298 - 297 - 296 - 295 - 294 - 293 - 292 - 291
290 - 289 - 288 - 287 - 286 - 285 - 284 - 283 - 282 - 281
280 - 279 - 278 - 277 - 276 - 275 - 274 - 273 - 272 - 271
270 - 269 - 268 - 267 - 266 - 265 - 264 - 263 - 262 - 261
260 - 259 - 258 - 257 - 256 - 255 - 254 - 253 - 252 - 251
250 - 249 - 248 - 247 - 246 - 245 - 244 - 243 - 242 - 241
240 - 239 - 238 - 237 - 236 - 235 - 234 - 233 - 232 - 231
230 - 229 - 228 - 227 - 226 - 225 - 224 - 223 - 222 - 221
220 - 219 - 218 - 217 - 216 - 215 - 214 - 213 - 212 - 211
210 - 209 - 208 - 207 - 206 - 205 - 204 - 203 - 202 - 201

## Segle II
200 - 199 - 198 - 197 - 196 - 195 - 194 - 193 - 192 - 191
190 - 189 - 188 - 187 - 186 - 185 - 184 - 183 - 182 - 181
180 - 179 - 178 - 177 - 176 - 175 - 174 - 173 - 172 - 171
170 - 169 - 168 - 167 - 166 - 165 - 164 - 163 - 162 - 161
160 - 159 - 158 - 157 - 156 - 155 - 154 - 153 - 152 - 151
150 - 149 - 148 - 147 - 146 - 145 - 144 - 143 - 142 - 141
140 - 139 - 138 - 137 - 136 - 135 - 134 - 133 - 132 - 131
130 - 129 - 128 - 127 - 126 - 125 - 124 - 123 - 122 - 121
120 - 119 - 118 - 117 - 116 - 115 - 114 - 113 - 112 - 111
110 - 109 - 108 - 107 - 106 - 105 - 104 - 103 - 102 - 101

## Segle I
100 - 99 - 98 - 97 - 96 - 95 - 94 - 93 - 92 - 91
90 - 89 - 88 - 87 - 86 - 85 - 84 - 83 - 82 - 81
80 - 79 - 78 - 77 - 76 - 75 - 74 - 73 - 72 - 71
70 - 69 - 68 - 67 - 66 - 65 - 64 - 63 - 62 - 61
60 - 59 - 58 - 57 - 56 - 55 - 54 - 53 - 52 - 51
50 - 49 - 48 - 47 - 46 - 45 - 44 - 43 - 42 - 41
40 - 39 - 38 - 37 - 36 - 35 - 34 - 33 - 32 - 31
30 - 29 - 28 - 27 - 26 - 25 - 24 - 23 - 22 - 21
20 - 19 - 18 - 17 - 16 - 15 - 14 - 13 - 12 - 11
10 - 9 - 8 - 7 - 6 - 5 - 4 - 3 - 2 - 1 - Any zero

## Segle I aC
Any zero - 1 - 2 - 3 - 4 - 5 - 6 - 7 - 8 - 9 - 10
11 - 12 - 13 - 14 - 15 - 16 - 17 - 18 - 19 - 20
21 - 22 - 23 - 24 - 25 - 26 - 27 - 28 - 29 - 30
31 - 32 - 33 - 34 - 35 - 36 - 37 - 38 - 39 - 40
41 - 42 - 43 - 44 - 45 - 46 - 47 - 48 - 49 - 50
51 - 52 - 53 - 54 - 55 - 56 - 57 - 58 - 59 - 60
61 - 62 - 63 - 64 - 65 - 66 - 67 - 68 - 69 - 70
71 - 72 - 73 - 74 - 75 - 76 - 77 - 78 - 79 - 80
81 - 82 - 83 - 84 - 85 - 86 - 87 - 88 - 89 - 90
91 - 92 - 93 - 94 - 95 - 96 - 97 - 98 - 99 - 100

## Segle II aC
101 - 102 - 103 - 104 - 105 - 106 - 107 - 108 - 109 - 110
111 - 112 - 113 - 114 - 115 - 116 - 117 - 118 - 119 - 120
121 - 122 - 123 - 124 - 125 - 126 - 127 - 128 - 129 - 130
131 - 132 - 133 - 134 - 135 - 136 - 137 - 138 - 139 - 140
141 - 142 - 143 - 144 - 145 - 146 - 147 - 148 - 149 - 150
151 - 152 - 153 - 154 - 155 - 156 - 157 - 158 - 159 - 160
161 - 162 - 163 - 164 - 165 - 166 - 167 - 168 - 169 - 170
171 - 172 - 173 - 174 - 175 - 176 - 177 - 178 - 179 - 180
181 - 182 - 183 - 184 - 185 - 186 - 187 - 188 - 189 - 190
191 - 192 - 193 - 194 - 195 - 196 - 197 - 198 - 199 - 200

## Segle III aC
201 - 202 - 203 - 204 - 205 - 206 - 207 - 208 - 209 - 210
211 - 212 - 213 - 214 - 215 - 216 - 217 - 218 - 219 - 220
221 - 222 - 223 - 224 - 225 - 226 - 227 - 228 - 229 - 230
231 - 232 - 233 - 234 - 235 - 236 - 237 - 238 - 239 - 240
241 - 242 - 243 - 244 - 245 - 246 - 247 - 248 - 249 - 250
251 - 252 - 253 - 254 - 255 - 256 - 257 - 258 - 259 - 260
261 - 262 - 263 - 264 - 265 - 266 - 267 - 268 - 269 - 270
271 - 272 - 273 - 274 - 275 - 276 - 277 - 278 - 279 - 280
281 - 282 - 283 - 284 - 285 - 286 - 287 - 288 - 289 - 290
291 - 292 - 293 - 294 - 295 - 296 - 297 - 298 - 299 - 300

## Segle IV aC
301 - 302 - 303 - 304 - 305 - 306 - 307 - 308 - 309 - 310
311 - 312 - 313 - 314 - 315 - 316 - 317 - 318 - 319 - 320
321 - 322 - 323 - 324 - 325 - 326 - 327 - 328 - 329 - 330
331 - 332 - 333 - 334 - 335 - 336 - 337 - 338 - 339 - 340
341 - 342 - 343 - 344 - 345 - 346 - 347 - 348 - 349 - 350
351 - 352 - 353 - 354 - 355 - 356 - 357 - 358 - 359 - 360
361 - 362 - 363 - 364 - 365 - 366 - 367 - 368 - 369 - 370
371 - 372 - 373 - 374 - 375 - 376 - 377 - 378 - 379 - 380
381 - 382 - 383 - 384 - 385 - 386 - 387 - 388 - 389 - 390
391 - 392 - 393 - 394 - 395 - 396 - 397 - 398 - 399 - 400

## Segle V aC
401 - 402 - 403 - 404 - 405 - 406 - 407 - 408 - 409 - 410
411 - 412 - 413 - 414 - 415 - 416 - 417 - 418 - 419 - 420
421 - 422 - 423 - 424 - 425 - 426 - 427 - 428 - 429 - 430
431 - 432 - 433 - 434 - 435 - 436 - 437 - 438 - 439 - 440
441 - 442 - 443 - 444 - 445 - 446 - 447 - 448 - 449 - 450
451 - 452 - 453 - 454 - 455 - 456 - 457 - 458 - 459 - 460
461 - 462 - 463 - 464 - 465 - 466 - 467 - 468 - 469 - 470
471 - 472 - 473 - 474 - 475 - 476 - 477 - 478 - 479 - 480
481 - 482 - 483 - 484 - 485 - 486 - 487 - 488 - 489 - 490
491 - 492 - 493 - 494 - 495 - 496 - 497 - 498 - 499 - 500

## Segle VI aC
501 - 502 - 503 - 504 - 505 - 506 - 507 - 508 - 509 - 510
511 - 512 - 513 - 514 - 515 - 516 - 517 - 518 - 519 - 520
521 - 522 - 523 - 524 - 525 - 526 - 527 - 528 - 529 - 530
531 - 532 - 533 - 534 - 535 - 536 - 537 - 538 - 539 - 540
541 - 542 - 543 - 544 - 545 - 546 - 547 - 548 - 549 - 550
551 - 552 - 553 - 554 - 555 - 556 - 557 - 558 - 559 - 560
561 - 562 - 563 - 564 - 565 - 566 - 567 - 568 - 569 - 570
571 - 572 - 573 - 574 - 575 - 576 - 577 - 578 - 579 - 580
581 - 582 - 583 - 584 - 585 - 586 - 587 - 588 - 589 - 590
591 - 592 - 593 - 594 - 595 - 596 - 597 - 598 - 599 - 600

## Segle VII aC
601 - 602 - 603 - 604 - 605 - 606 - 607 - 608 - 609 - 610
611 - 612 - 613 - 614 - 615 - 616 - 617 - 618 - 619 - 620
621 - 622 - 623 - 624 - 625 - 626 - 627 - 628 - 629 - 630
631 - 632 - 633 - 634 - 635 - 636 - 637 - 638 - 639 - 640
641 - 642 - 643 - 644 - 645 - 646 - 647 - 648 - 649 - 650
651 - 652 - 653 - 654 - 655 - 656 - 657 - 658 - 659 - 660
661 - 662 - 663 - 664 - 665 - 666 - 667 - 668 - 669 - 670
671 - 672 - 673 - 674 - 675 - 676 - 677 - 678 - 679 - 680
681 - 682 - 683 - 684 - 685 - 686 - 687 - 688 - 689 - 690
691 - 692 - 693 - 694 - 695 - 696 - 697 - 698 - 699 - 700

## Segle VIII aC
701 - 702 - 703 - 704 - 705 - 706 - 707 - 708 - 709 - 710
711 - 712 - 713 - 714 - 715 - 716 - 717 - 718 - 719 - 720
721 - 722 - 723 - 724 - 725 - 726 - 727 - 728 - 729 - 730
731 - 732 - 733 - 734 - 735 - 736 - 737 - 738 - 739 - 740
741 - 742 - 743 - 744 - 745 - 746 - 747 - 748 - 749 - 750
751 - 752 - 753 - 754 - 755 - 756 - 757 - 758 - 759 - 760
761 - 762 - 763 - 764 - 765 - 766 - 767 - 768 - 769 - 770
771 - 772 - 773 - 774 - 775 - 776 - 777 - 778 - 779 - 780
781 - 782 - 783 - 784 - 785 - 786 - 787 - 788 - 789 - 790
791 - 792 - 793 - 794 - 795 - 796 - 797 - 798 - 799 - 800